# Saillant (Puy-de-Dôme)
Pour les articles homonymes, voir Saillant.
Saillant est une commune française, située dans le département du Puy-de-Dôme en région Auvergne-Rhône-Alpes.

## Géographie

### Localisation
Saillant est située au sud-est du département du Puy-de-Dôme, notamment connue pour sa cascade du Creux-de-l'Oulette et les orgues basaltiques de Montpeloux. Elle fait partie de la communauté de communes Ambert Livradois Forez.
Ses lieux-dits et écarts sont : Espinasse, Montpeloux, le Crozet, Lissonnat, Hauteville, le Mont, Sabatier, Merlonne, les Genestoux, Laffix, le Bostvironnois, Saillantet, La Folleas, La Valette, Bostfranchet, Calemard, Letrat, Bichelonne, Puy Bouzon et Recuyer.
Sept communes sont limitrophes de Saillant, trois d'entre elles sont situées dans le département voisin de la Loire :
| Saint-Romain |                        | La Chaulme                                 |
| Églisolles   | Saillant               | La Chapelle-en-Lafaye (enclave sud, Loire) |
| Viverols     | Usson-en-Forez (Loire) | Estivareilles (Loire)                      |

### Transports
La commune est traversée par les routes départementales 111 (reliant Viverols au village de Hauteville), 139 (de Saint-Romain à Usson-en-Forez par le lieu-dit Lissonnat), 256 (reliant Églisolles au lieu-dit Récuyer) et 257 (reliant la commune chef-lieu à La Chaulme).

### Climat
Pour des articles plus généraux, voir Climat d'Auvergne-Rhône-Alpes et Climat du Puy-de-Dôme.
En 2010, le climat de la commune est de type climat des marges montargnardes, selon une étude du Centre national de la recherche scientifique s'appuyant sur une série de données couvrant la période 1971-2000. En 2020, Météo-France publie une typologie des climats de la France métropolitaine dans laquelle la commune est exposée à un climat de montagne ou de marges de montagne et est dans la région climatique  Nord-est du Massif Central, caractérisée par une pluviométrie annuelle de 800 à 1 200 mm, bien répartie dans l’année. 
Pour la période 1971-2000, la température annuelle moyenne est de 8,3 °C, avec une amplitude thermique annuelle de 15,8 °C. Le cumul annuel moyen de précipitations est de 916 mm, avec 10,2 jours de précipitations en janvier et 7,4 jours en juillet. Pour la période 1991-2020, la température moyenne annuelle observée sur la station météorologique de Météo-France la plus proche, « Saint-Anthème », sur la commune de Saint-Anthème à 8 km à vol d'oiseau, est de 6,9 °C et le cumul annuel moyen de précipitations est de 1 346,5 mm,. Pour l'avenir, les paramètres climatiques de la commune estimés pour 2050 selon différents scénarios d'émission de gaz à effet de serre sont consultables sur un site dédié publié par Météo-France en novembre 2022.

## Urbanisme

### Typologie
Au 1er janvier 2024, Saillant est catégorisée commune rurale à habitat très dispersé, selon la nouvelle grille communale de densité à sept niveaux définie par l'Insee en 2022.
Elle est située hors unité urbaine et hors attraction des villes,.

### Occupation des sols
L'occupation des sols de la commune, telle qu'elle ressort de la base de données européenne d’occupation biophysique des sols Corine Land Cover (CLC), est marquée par l'importance des forêts et milieux semi-naturels (64,7 % en 2018), une proportion sensiblement équivalente à celle de 1990 (64,8 %). La répartition détaillée en 2018 est la suivante : forêts (64,7 %), prairies (22,6 %), zones agricoles hétérogènes (12,6 %). L'évolution de l’occupation des sols de la commune et de ses infrastructures peut être observée sur les différentes représentations cartographiques du territoire : la carte de Cassini (XVIIIe siècle), la carte d'état-major (1820-1866) et les cartes ou photos aériennes de l'IGN pour la période actuelle (1950 à aujourd'hui).

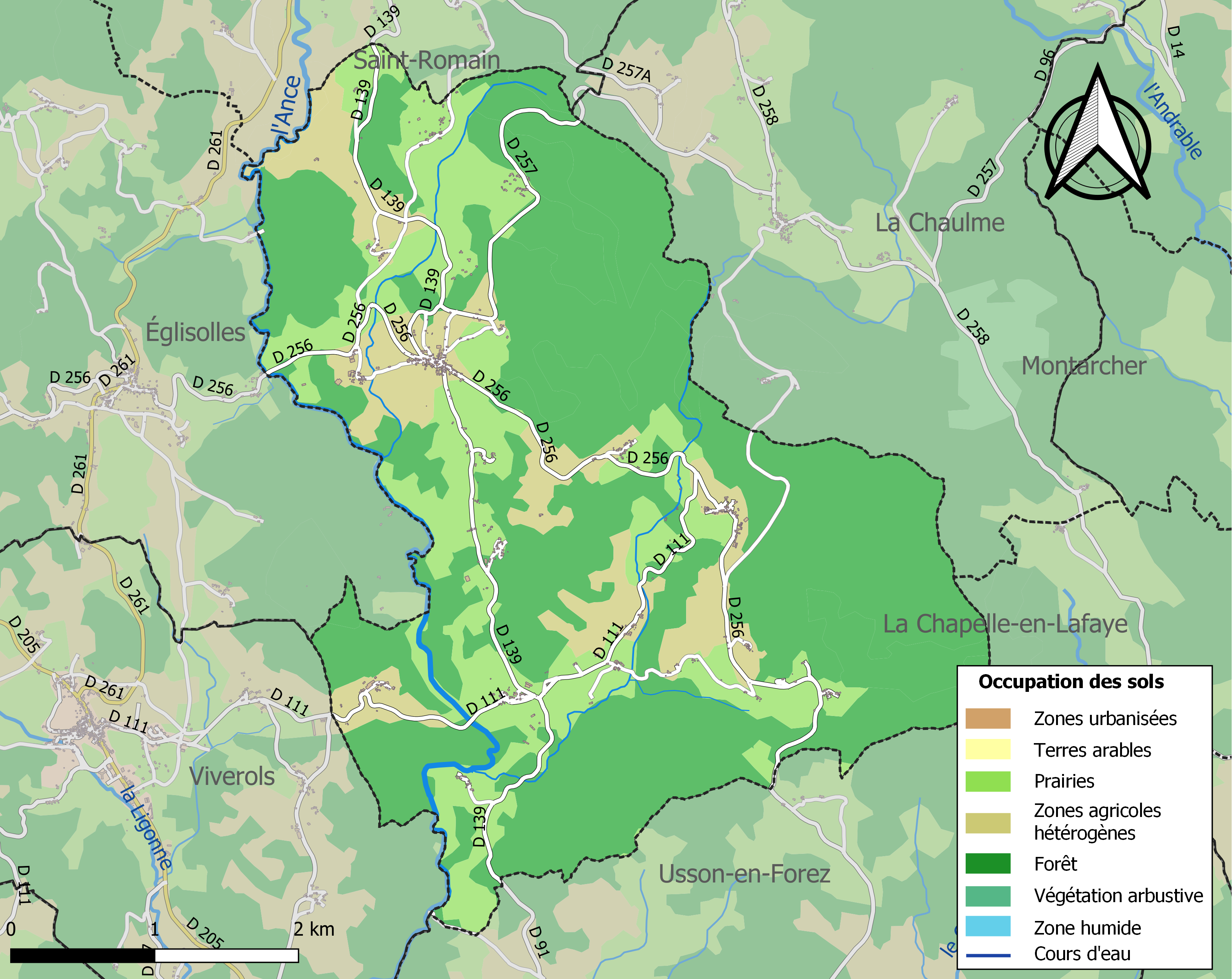
Carte des infrastructures et de l'occupation des sols de la commune en 2018 (CLC).

## Politique et administration
| Période                                  | Période                    | Identité         | Étiquette      | Qualité                                |
| ---------------------------------------- | -------------------------- | ---------------- | -------------- | -------------------------------------- |
| Les données manquantes sont à compléter. |                            |                  |                |                                        |
| 2001                                     | 2008                       | Jacques Chomette | sans étiquette |                                        |
| 2014                                     | 2019 (décès)               | Joseph Domps     | sans étiquette | Retraité du ministère de l'Agriculture |
| 2019                                     | En cours (au 17 août 2021) | Michel Roche     |                | Retraité                               |

## Population et société

### Démographie

#### Évolution démographique
L'évolution du nombre d'habitants est connue à travers les recensements de la population effectués dans la commune depuis 1793. Pour les communes de moins de 10 000 habitants, une enquête de recensement portant sur toute la population est réalisée tous les cinq ans, les populations de référence des années intermédiaires étant quant à elles estimées par interpolation ou extrapolation. Pour la commune, le premier recensement exhaustif entrant dans le cadre du nouveau dispositif a été réalisé en 2004.

En 2022, la commune comptait 306 habitants, en évolution de +10,07 % par rapport à 2016 (Puy-de-Dôme : +2,1 %, France hors Mayotte : +2,11 %).
| 1793  | 1800 | 1806  | 1821  | 1831  | 1836  | 1841  | 1846  | 1851  |
| ----- | ---- | ----- | ----- | ----- | ----- | ----- | ----- | ----- |
| 1 004 | 844  | 1 406 | 1 135 | 1 180 | 1 177 | 1 212 | 1 211 | 1 244 |

| 1856  | 1861  | 1866  | 1872  | 1876  | 1881  | 1886  | 1891  | 1896 |
| ----- | ----- | ----- | ----- | ----- | ----- | ----- | ----- | ---- |
| 1 284 | 1 134 | 1 155 | 1 080 | 1 084 | 1 092 | 1 020 | 1 004 | 942  |

| 1901 | 1906 | 1911 | 1921 | 1926 | 1931 | 1936 | 1946 | 1954 |
| ---- | ---- | ---- | ---- | ---- | ---- | ---- | ---- | ---- |
| 871  | 907  | 901  | 802  | 799  | 752  | 736  | 587  | 494  |

| 1962 | 1968 | 1975 | 1982 | 1990 | 1999 | 2004 | 2006 | 2009 |
| ---- | ---- | ---- | ---- | ---- | ---- | ---- | ---- | ---- |
| 443  | 405  | 363  | 327  | 268  | 255  | 275  | 274  | 285  |

| 2014 | 2019 | 2022 | - | - | - | - | - | - |
| ---- | ---- | ---- | - | - | - | - | - | - |
| 276  | 308  | 306  | - | - | - | - | - | - |

#### Pyramide des âges
La population de la commune est relativement âgée.
En 2018, le taux de personnes d'un âge inférieur à 30 ans s'élève à 23,4 %, soit en dessous de la moyenne départementale (34,2 %). À l'inverse, le taux de personnes d'âge supérieur à 60 ans est de 39,3 % la même année, alors qu'il est de 27,9 % au niveau départemental.
En 2018, la commune comptait 157 hommes pour 141 femmes, soit un taux de 52,68 % d'hommes, largement supérieur au taux départemental (48,41 %).
Les pyramides des âges de la commune et du département s'établissent comme suit.
| Hommes | Classe d’âge | Femmes |
| ------ | ------------ | ------ |
| 0,0    | 90 ou +      | 0,7    |
| 11,7   | 75-89 ans    | 17,8   |
| 24,1   | 60-74 ans    | 24,7   |
| 23,5   | 45-59 ans    | 21,2   |
| 16,7   | 30-44 ans    | 13,0   |
| 10,5   | 15-29 ans    | 10,3   |
| 13,6   | 0-14 ans     | 12,3   |

| Hommes | Classe d’âge | Femmes |
| ------ | ------------ | ------ |
| 0,7    | 90 ou +      | 2,1    |
| 7,4    | 75-89 ans    | 10,2   |
| 17,7   | 60-74 ans    | 18,6   |
| 20,2   | 45-59 ans    | 19,2   |
| 18,4   | 30-44 ans    | 17,4   |
| 18,6   | 15-29 ans    | 17,2   |
| 17     | 0-14 ans     | 15,3   |

## Culture locale et patrimoine

### Lieux et monuments
- L'église Saint-Pierre de Saillant, inscrite au titre des monuments historiques par arrêté du 3 juillet 1969[23].

### Patrimoine naturel
Le cratère du volcan (éteint) du Montpeloux, longtemps utilisé comme carrière de basalte, a été reconverti, sous la maîtrise d'ouvrage de la communauté de communes de la Vallée de l'Ance, en une scène culturelle ouverte, dont la programmation, chaque été, allie la musique classique, le théâtre musical, le jazz, la danse, etc..
La commune de Saillant est adhérente du parc naturel régional Livradois-Forez.

## Pour approfondir